# 김미미
김미미(1993년 4월 30일 ~)는 대한민국의 뮤지컬 배우다.

## 방송
- 캐스팅 콜 (2018) - Top20

## 공연
- 복실이 (2007)
- 파리넬리 (2015)
- 보물섬 (2015)
- 곽재우 (2015)
- 브로드웨이 42번가 (2016)
- 마타하리 (2017)
- 혐오스런 마츠코의 일생 (2017~2018)
- 1446 (2018)
- 빨래 (2017~2021)